# 군소붙이과

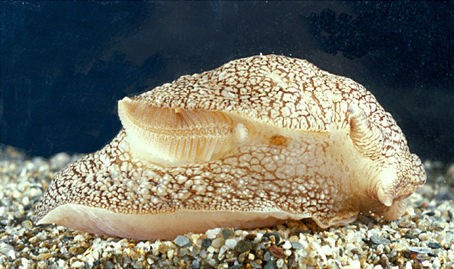
Pleurobranchaea meckelii

군소붙이과(Pleurobranchidae)는 바다 민달팽이과의 하나이다. 해양 복족류 연체동물이다.
군소붙이과의 종들은 눈에 띠는 외투막, 그리고 성체가 되면 줄어들거나 사라지는 내부의 껍질을 지니고 있다. 일부 다 자란 종들은 해초류를 먹이로 취한다. 유생 단계의 군소붙이류는 플랑크톤을 먹이로 하지만, 난황영향형(lecithotrophic, 난황(yolk)으로부터 영양을 공급받는) 유생 과정 또는 간접 발달 과정을 거치며, 많은 종들이 외부의 약탈자로부터 자신을 지키기 위한 화학 물질로써, 살진 분비선 외투막을 통해 분비액을 분비한다. 심지어 일부 종은 황산을 분비한다고 보고되고 있다.

## 분류
최근까지 군소붙이과를 배순아목(Notaspidea)으로 분류했다. 그러나 2005년 부쉐와 로크루아의 복족류 분류는 군소붙이과를 나측류의 일부이며, 나새류의 자매군인 군소붙이류(Pleurobranchomorpha)에 속하는 유일한 상과인 군소붙이상과(Pleurobranchoidea)로 분류했다.
- 군소붙이상과(Pleurobranchoidea)
  - 군소붙이과(Pleurobranchidae)
    - Pleurobranchinae Gray, 1827
      - Bathyberthella
      - Berthella de Blainville, 1824
      - Berthellina  Gardiner, 1936 
      - Bouvieria  Vayssière, 1896 
      - Euselenops  Pilsbry, 1896 
      - Gigantonotum
      - Gymnotoplax  Pilsbry, 1896 
      - Oscanius  Leach, 1847 
      - Parabathyberthella
      - Pleuredhera
      - Pleurobranchella
      - Pleurobranchus  Cuvier, 1805 
      - Polictenidia
      - Susania
      - Tomthompsonia

    - Pleurobranchaeinae
      - Pleurobranchaea